# جيف جونز (موسيقي)
جيف جونز (بالإنجليزية: Jeff Jones)‏ (و. 1953 – م) هو موسيقي، من كندا، ولد في لندن.

## روابط خارجية
- جيف جونز على موقع ميوزك برينز (الإنجليزية)
- جيف جونز على موقع ديسكوغز (الإنجليزية)